# Parc national du lac Mburo
 (juillet 2024).
Si vous disposez d'ouvrages ou d'articles de référence ou si vous connaissez des sites web de qualité traitant du thème abordé ici, merci de compléter l'article en donnant les références utiles à sa vérifiabilité et en les liant à la section « Notes et références ».
Le parc national du lac Mburo est un parc national secondaire d'Ouganda.

## Localisation
Le parc est situé au sud-ouest de l'Ouganda, dans le district de Mbarara. La ville de Mbarara est située à quelque 30 km à l'ouest. Avec sa superficie de seulement 260 km2, le parc est le plus petit parc de savane ougandais. La capitale Kampala se trouve à environ 240 km au nord-est.

## Histoire
Le parc est situé sur une zone autrefois appréciée des pasteurs Bahima mais régulièrement affectée par des épidémies de maladie du sommeil. Le site était également utilisé par le roi (omugabe) d'Ankole comme réserve de chasse. En 1935, le gouvernement colonial créa une zone de chasse contrôlée. Jusque dans les années 1960, des campagnes d'éradication de la mouche tsétsé furent entreprises avec des conséquences sur la faune sauvage qui déclina. En 1960, le gouvernement décida de protéger la faune restante par la création d'un réserve de gibier (game reserve) visant à limiter l'impact de l'installation de nouveaux habitants, pasteurs et agriculteurs. Néanmoins le braconnage restait problématique et les derniers lions furent exterminés. En réaction, le parc national fut créé en 1983 mais l'éviction brutale et sans compensation des résidents créa une hostilité certaine à l'égard du parc et les communautés alentour continuèrent d'empiéter sur le parc. À partir des années 1990, diverses mesures ont été entreprises afin de concilier les habitants de la région (réduction de 16 % de la surface du parc, redistribution des recettes touristiques pour des projets d'infrastructure, compensations financières).

## Géologie, climat et environnement
Le parc contient le lac Mburo et 4 autres lacs mineurs.
L'altitude du parc varie entre 1 219 et 1 828 m. Le paysage est constitué de collines boisées, de plaines et de quelques marais aux abords des lacs.

## Faune et flore

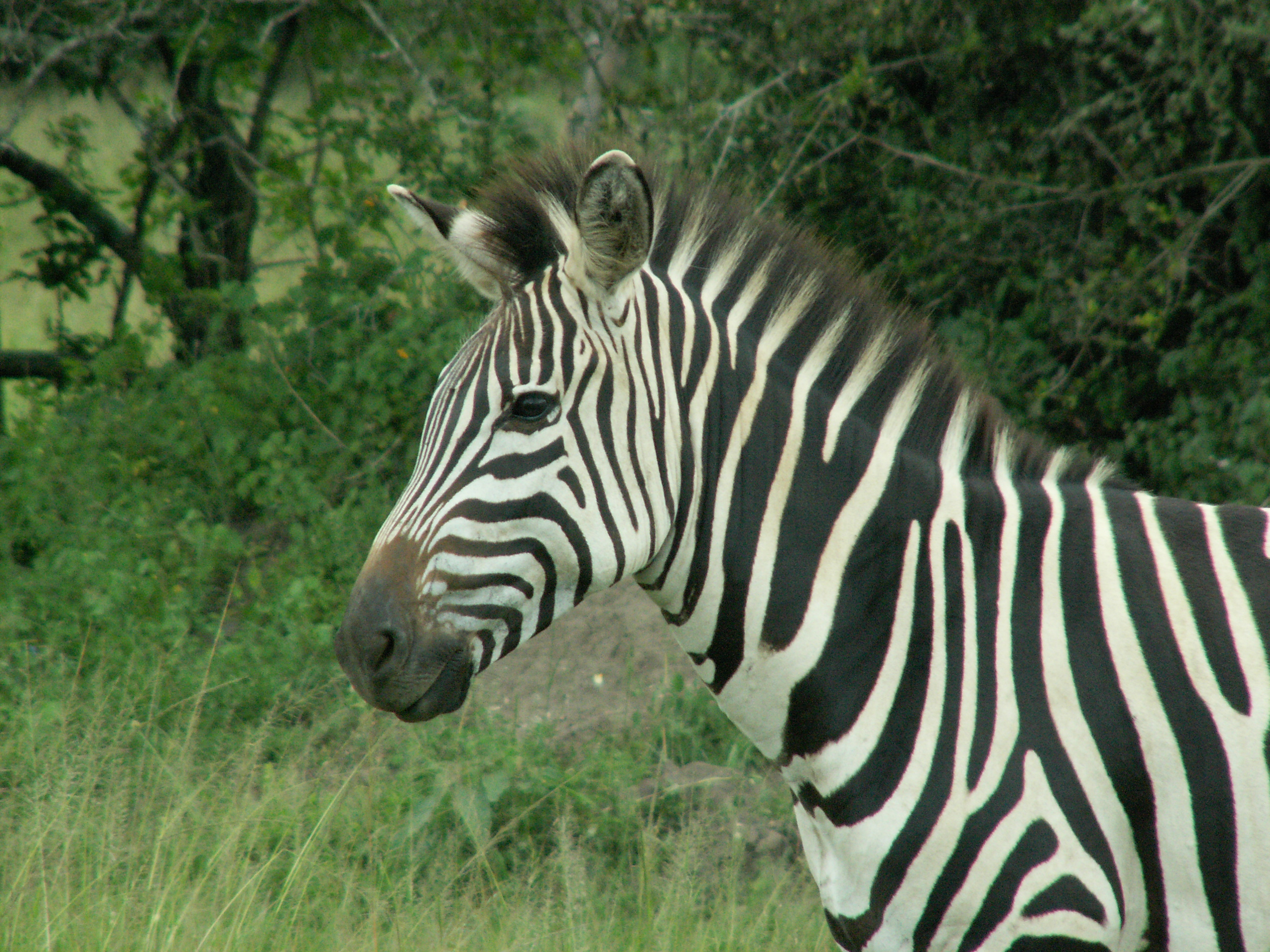
Zèbre au parc national du Lac Mburo.

Le parc abrite 68 espèces de mammifères dont les plus notables sont les zèbres, très nombreux, et les élands (la plus grosse antilope). Le parc est l'unique lieu d'Ouganda ou il est possible d'observer l'impala, la mangouste rouge et le rat de rocher. Les populations d'herbivores de savane sont également bien représentées : buffles, phacochères, bubales, cobes à croissant  et autres antilopes. Des babouins et les vervets sont abondants. Les seuls grands prédateurs sont les hyènes et léopards. Des hippopotames et des crocodiles peuplent le lac Mburo.
Les oiseaux sont également bien représentés avec plus de 300 espèces recensées dans le parc.